# Mircea Lucescu
Mircea Lucescu (Boekarest, 29 juli 1945) is een Roemeens voetbaltrainer en voormalig profvoetballer. Als speler was hij voornamelijk actief bij Dinamo Boekarest (van 1963 tot 1965 en van 1967 tot 1977). Hij scoorde er zevenenvijftig keer. Lucescu speelde vierenzeventig officiële interlands (negen doelpunten) voor zijn Oost-Europese vaderland en nam deel aan het WK voetbal 1970 in Mexico. Zijn zoon, Răzvan Lucescu, is eveneens voetbaltrainer. De respectievelijke ploegen van vader en zoon stonden tegenover elkaar in de tweede ronde van de UEFA Cup in november 2005. In 2009 won hij de UEFA Cup met Sjachtar Donetsk.
In juli 2009 werd hij getroffen door een hartaanval.

## Erelijst
Als speler
 Dinamo Boekarest
- Divizia A: 1963/64, 1964/65, 1970/71, 1972/73, 1974/75, 1976/77
- Cupa României: 1967/68

Als trainer
 Dinamo Boekarest
- Divizia A: 1989/90
- Cupa României: 1985/86, 1989/90

 Brescia Calcio
- Serie B: 1991/92
- Anglo-Italian Cup: 1993/94

 Rapid Boekarest
- Divizia A: 1998/99
- Cupa României: 1997/98
- Supercupa României: 1999

 Galatasaray
- Süper Lig: 2001/02
- UEFA Super Cup: 2000

 Beşiktaş
- Süper Lig: 2002/03

 Sjachtar Donetsk
- Premjer Liha: 2004/05, 2005/06, 2007/08, 2009/10, 2010/11, 2011/12, 2012/13, 2013/14
- Beker van Oekraïne: 2004/05, 2005/06, 2007/08, 2009/10, 2010/11, 2011/12, 2012/13, 2013/14, 2015/16
- Oekraïense Supercup: 2005, 2008, 2010, 2012, 2013, 2014, 2015
- UEFA Cup: 2008/09

 Zenit Sint-Petersburg
- Russische Supercup: 2016

 Dynamo Kiev
- Oekraïense Supercup: 2020
- Premjer Liha: 2020/21
- Beker van Oekraïne: 2020/21